# Rosa Diego Güemes
Rosa Diego Güemes (Cueto, Santander, 28 de noviembre de 1975) es una escritora y guionista española.

## Biografía
Tras licenciarse en Derecho por la UNED, en el año 2006 se presentó a la beca Taller Telemundo Escritores: Ficción para Televisión y Medios Digitales 2006, un curso formativo para guionistas de televisión y medios digitales convocado por la cadena de televisión estadounidense Telemundo. Fue una de las elegidas de entre las más de 1500 solicitudes presentadas para formar parte del taller y una de las 13 personas graduadas. Completó su formación como guionista con cursos de guion para videojuegos y guion para audiencias infantojuveniles, pero paulatinamente encaminó su trayectoria hacia la literatura.
En 2011 es finalista en el certamen Premio Internacional Mil Palabras: El Escritor. España con su relato titulado Ajena y que aparece recogido en los relatos que se compilaron en el libro Mil palabras: El Escritor. En 2012 se presentó al Concurso de Microrrelatos rescribiendo La Colmena convocado por la Fundación Camilo José Cela, en el que obtuvo el segundo premio, en la categoría para personas adultas. Hizo su primera incursión en la literatura infantil con el álbum ilustrado titulado Malena, la princesa sin corazón (Javisa 23).
En diciembre del año 2017 autoedita su libro Cueto, en tierra de ingleses y piratas. El libro recoge en siete cuentos las historias y leyendas de Cueto, su lugar de nacimiento. En primavera la autora realiza jornadas de rutas literarias por los escenarios en los que transcurren los relatos. En 2019 publicó Única, su segundo álbum ilustrado para criaturas de tres a seis años. En ese mismo año colabora en el número dos de la revista de creencias mágicas Aguanaz editada por Etnocant con su artículo San Juan, la noche de las mujeres en Cueto.
Desde el 2017 forma parte de la agrupación El faro de las Letras, donde coordina el club de lectura y las actividades literarias que se hacen en Cueto.     

## Obras
- Malena, la princesa sin corazón, Ediciones Javisa 23, 2016.[7]
- Cueto, en tierra de ingleses y piratas, Autoedición, 2017.
- Única, Autoedición, 2019.
- Verdad, beso o atrevimiento, Caligrama Editorial, 2022.

## Premios y reconocimientos
- Beca Taller Telemundo Escritores: Ficción para Televisión y Medios Digitales.
- Finalista Premio Internacional Mil Palabras: El Escritor.
- Segundo premio en categoría de adultos rescribiendo La Colmena.

## Enlaces
- Aquí en la Onda Cantabria 21/12/2017
- Ilustramos el cuento “ÚNICA Y ESPECIAL” de Rosa Diego
- ÚNICA de Rosa Diego Güemes
- Presentación del libro «Única» con su autora Rosa Diego Güemes
- https://valcentrocultural.wordpress.com/tag/concejalia-de-festejos/
- ¿Qué hacer en Cantabria en Semana Santa 2019?

- Datos: Q104055712